# ただいまお昼寝中
『ただいまお昼寝中』（Quiet Please!、1945年12月25日、劇場公開時『暴れ小鼠』）は『トムとジェリー』の作品のひとつ。日本においてはパブリックドメインである。
第18回アカデミー賞短編アニメ賞受賞作品。

## スタッフ
- 監督 - ウィリアム・ハンナ、ジョセフ・バーベラ
- 製作 - フレッド・クインビー（初公開版ではクレジット無し）
- 共同製作 - ウィリアム・ハンナ（クレジット無し）
- 脚本 - ウィリアム・ハンナ、ジョセフ・バーベラ（全員クレジット無し）
- 原画 - ケネス・ミューズ、エド・バージ、レイ・パターソン、アーヴン・スペンス、マイケル・ラー（クレジット無し）、バーニー・ポスナー（クレジット無し）
- レイアウト - ハービー・アイゼンバーグ（クレジット無し）
- 背景 - ロバート・ジェントル（クレジット無し）
- 音楽 - スコット・ブラッドリー
- 彩色プロセス - テクニカラー
- 録音プロセス - ウェスタン・エレクトリック
- 制作 - メトロ・ゴールドウィン・メイヤー・カートゥーン・スタジオ（英語版）
- 配給 - メトロ・ゴールドウィン・メイヤー

## 作品内容
スパイクは昼寝をしようとするが、部屋ではトムとジェリーがやかましく追いかけっこをするため一向に眠れない。
我慢の限界を迎えたスパイクはトムを捕まえる。スパイクは「今度また少しでも音を立てたらもう許さないぞ、ただじゃおかないからな！」と最終警告してトムをソファーへ投げ飛ばすと再び眠りについた。
それを見たジェリーはトムを挑発し、スパイクを起こそうとしたりトムに音を立てさせようとするが、それをトムは必死に切り抜ける。そしてスパイクに睡眠薬を飲ませたことで形勢は逆転。何をやっても起きなくなったスパイクを尻目にトムは思う存分ジェリーを追いかけ回し続ける。そんな中ジェリーはスパイクを必死に起こそうとする。
最終手段としてジェリーはスパイクの腹の下にダイナマイトを仕掛けてしまう。さすがにまずいと感じたトムは必死に引き抜こうとするが、その折にスパイクの体を揺らしまくったことでスパイクは目が覚めてしまう。トムは何事もなかったかのようにその場を後にし、しばらくしてダイナマイトは大爆発して床が焦げた。爆発事件をトムの仕業と見なして怒ったスパイクは、予告通りトムを叩きのめす。
満身創痍のトムはスパイクを寝かしつける番をやらされる。ゆりかごに揺られ気持ち良く眠るスパイクの傍らで「DO NOT DISTURB（起こさないで）」という紙をぶら下げ一緒に昼寝を始めるジェリーだった。

## 登場キャラクター
トム
スパイクの昼寝を邪魔してしまい忠告を受ける。スパイクを起こそうとするジェリーに対抗し、スパイクに睡眠薬を飲ませ思う存分ジェリーを追いかけるが、最後はダイナマイトの爆発に巻き込まれ堪忍袋の緒が切れたスパイクに打ちのめされた後、スパイクを寝かしつける役目を押し付けられた。
ジェリー
トムにスパイクを起こさせようと様々ないたずらをすると共に、スパイクの腹の下へダイナマイトを仕掛けトムに濡れ衣を着せる。最後はスパイクと一緒にゆりかごで昼寝を楽しむ。
スパイク
昼寝の邪魔をしないようトムに言いつけ眠りにつく。トムに飲まされた睡眠薬の効果でしばらく目を覚ますことはなかったが、ジェリーが仕込んだダイナマイトの騒ぎで目を覚まし爆発被害に遭う。最後は堪忍袋の緒が切れてトムを打ちのめし、彼にゆりかごを揺すらせつつ再び眠りについた。